# Myersina crocata
Myersina crocata är en fiskart som först beskrevs av Wongratana, 1975.  Myersina crocata ingår i släktet Myersina och familjen smörbultsfiskar. Inga underarter finns listade i Catalogue of Life.